# Lars Mogensen
Lars Mogensen, född 11 juni 1962, är en frilansjournalist, moderator och före detta programledare för Filosofiska rummet i Sveriges Radio P1. 
I oktober 2023 meddelade Sveriges Radio att man flyttar programmet från Malmö till Stockholm. 